# Trasferimento di energia per risonanza

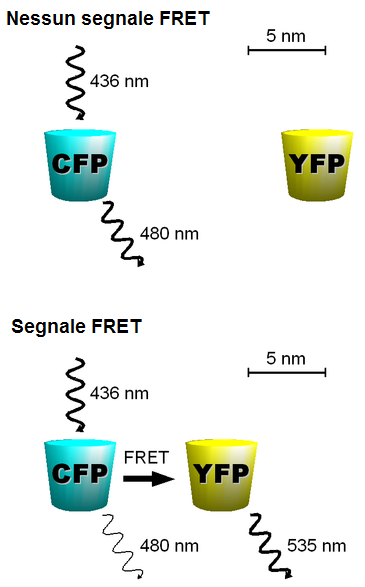
Schema della FRET: il donatore viene eccitato da un'onda luminosa esterna; le molecola emette energia che può essere trasmessa all'accettore; se l'accettore non si trova ad una distanza ristretta, non c'è segnale FRET; se si trova nelle strette vicinanze, invece, è possibile rilevare un segnale FRET.

Il trasferimento di energia per risonanza (o RET o FRET, dall'inglese Förster Resonance Energy Transfer, o EET dall'inglese Electronic Energy Transfer) è un fenomeno di trasferimento energetico tra fluorofori. Si sfrutta per la determinazione delle strutture molecolari di molecole biologiche (come proteine, lipidi o acidi nucleici) in rapporto tra loro. Questo fenomeno, è stato descritto nel 1959 da Theodor Förster..
La tecnica spettroscopica che sfrutta questo fenomeno permette di individuare e caratterizzare con estrema precisione la distanza tra due molecole. Il meccanismo sfrutta la presenza di due molecole fluorescenti, dette donatore e accettore. Il donatore può essere eccitato ad una specifica lunghezza d'onda. Tale molecola emette energia che, a sua volta, può essere trasmessa all'accettore, in grado di conseguenza di emettere una fluorescenza visualizzabile dall'operatore. Tale processo avviene in modo ottimale solo se le due molecole sono a distanza ragionevolmente ristretta.

## Aspetti fisici
Il termine FRET, più propriamente, si riferisce al processo fisico che sta alla base della tecnica. 
Una molecola (come un fluorocromo), verso cui è diretta un'onda luminosa, può assorbire e riemettere energia. Ciò è dovuto al campo elettrico che caratterizza l'onda (in quanto radiazione elettromagnetica), che può perturbare il momento di dipolo della molecola. Tale perturbazione, più nel dettaglio, consiste nella cessione di una certa quantità di energia alla molecola, rendendola concretamente eccitata. Tale stato di eccitazione non può durare a lungo (per vari motivi tra cui il principio di indeterminazione di Heisenberg) ma decade, portando il fluorocromo allo stato elettronico fondamentale, ed emettendo un fotone con energia leggermente inferiore all'energia inizialmente assorbita (e, in base alla relazione fondamentale ν=c/λ, a lunghezza d'onda λ più elevata).
Questo può essere spiegato anche considerando i tempi di assorbimento ed emissione. La tempistica dei processi di assorbimento è infatti dell'ordine di 10-15s, mentre quella della riemissione luminosa (fluorescenza) è compresa tra 10-12s e 10-7s. Lo stato eccitato (compreso tra assorbimento e riemissione) ha dunque una certa durata, all'interno della quale possono accadere numerosi processi. Le molecole di solvente (ed i soluti) presenti intorno al fluorocromo, ad esempio, possono cambiare notevolmente disposizione. Di conseguenza, si può dire che il processo di fluorescenza rifletta quel che accade alla molecola e nel suo intorno durante la permanenza nello stato eccitato.
Ogni molecola presenta uno spettro di assorbimento ed uno di emissione ben precisi. Ciò significa che le proprietà di assorbimento o di emissione della molecola (ed in particolare l'energia correlata ai due processi) variano in modo notevole a seconda del valore di λ dell'onda luminosa “incidente”. Ogni molecola, in particolare, presenta una λ “ottimale” di assorbimento e di emissione, alle quali assorbe ed emette con intensità massima.

## Il concetto di FRET
La FRET consiste essenzialmente nell'effetto combinato di due molecole in grado di emettere fluorescenza in seguito ad una eccitazione, secondo quanto riportato nel paragrafo precedente.

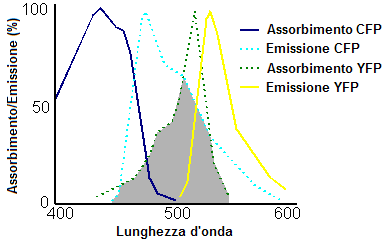
Gli spettri di assorbimento e di emissione di Cyan Fluorescent Protein (rispettivamente in blu e azzurro) e di Yellow Fluorescent Protein (in verde e giallo). In grigio è evidenziata la regione di sovrapposizione tra l'emissione di CFP e l'assorbimento di YFP.

Verso uno di questi due “fluorofori”, detto donatore, viene diretta un'onda luminosa ad una λ specifica (tipicamente, quella relativa al suo picco di assorbimento). Il donatore, eccitato, può emettere fluorescenza secondo il suo spettro tipico di emissione.
Se lo spettro di emissione del donatore si sovrappone in maniera consistente a quello di assorbimento dell'accettore (se, cioè, i salti energetici associati ai due processi sono simili), il donatore eccitato non emette luce ma “passa” l'eccitazione in maniera risonante all'accettore (in modo più o meno efficiente), che emetterà un quanto luminoso alla sua lunghezza d'onda caratteristica. Nell'immagine a lato, il donatore è CFP (Cyan Fluorescent Protein), l'accettore YFP (una variante della Yellow Fluorescent Protein): lo spettro di emissione di CFP e quello di assorbimento di YFP si sovrappongono ampiamente tra i 450 e i 550 nm (area grigia), quindi si tratta di una buona coppia di molecole utilizzabili in FRET. 
Se, da una parte, la sovrapposizione di questi due spettri deve essere ampia (in caso contrario il trasferimento di energia sarebbe nullo), è invece necessario, al contrario, che i due spettri di emissione non siano sovrapponibili: qualora ciò avvenisse, la rilevazione dell'emissione dell'accettore presenterebbe un elevato rumore di fondo relativo alla contemporanea emissione del donatore. È inoltre fondamentale che i due spettri del donatore non siano sovrapponibili, per evitare fenomeni di auto-trasferimento di energia tra diverse molecole di donatore presenti in soluzione. Anche la concentrazione dei due fluorofori in soluzione deve essere controllata: i risultati migliori, di solito, si ottengono con una concentrazione limitata di donatori ed una molto maggiore di accettori (con la situazione limite di molti accettori che circondano un singolo donatore).
L'energia trasferita tra i due fluorofori non è, come si potrebbe pensare, di tipo luminoso (cioè elettromagnetico). Oltretutto, il trasferimento di energia luminosa sarebbe troppo dipendente dalle proprietà ottiche del solvente, rendendo la tecnica della FRET più indaginosa.
Il trasferimento avviene invece attraverso semplici interazioni dipolo-dipolo a lungo raggio. Secondo tale principio, il fluoroforo eccitato può essere inteso come un dipolo oscillante, in grado di trasferire energia ad un secondo dipolo che abbia una simile frequenza di risonanza. Il trasferimento di energia per risonanza non è sensibile al tipo di solvente in cui si trova il campione: rispetto ad un trasferimento di energia luminosa, infatti, tale processo dipende esclusivamente dalla distanza tra le molecole, e non dalle caratteristiche del mezzo da attraversare. Un'ulteriore conferma del carattere non elettromagnetico del trasferimento sta nell'evidenza che la FRET può avere luogo anche senza che il donatore sia in grado di emettere fluorescenza: basta che esso assorba ed emetta energia perché l'accettore assorba ed emetta fluorescenza.

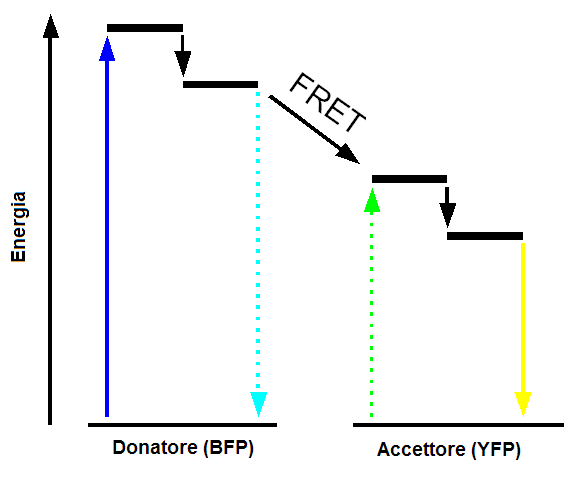
Il donatore viene eccitato ed assorbe energia (linea blu); nel rilasciarla (linea azzurra), parte dell'energia viene trasmessa all'accettore che assorbe (verde) e riemette (giallo) a sua volta

Tale processo è ben schematizzato nell'immagine a lato, che riassume i vari passaggi della FRET:
1. il donatore assorbe energia proveniente dall'onda luminosa e raggiunge uno stato eccitato (linea blu continua);
2. il donatore può emettere fluorescenza (linea rossa) o emetterne in quantità ridotta (linea azzurra tratteggiata), trasferendo per risonanza il resto dell'energia associata alla discesa dallo stato eccitato (linea nera); più precisamente, quando l'accettore è sufficientemente vicino perché il trasferimento di energia abbia luogo, esso perturba la fluorescenza del donatore (fenomeno detto di “quenching”);
3. attraverso questo trasferimento di energia di origine non luminosa, l'accettore può assorbire (linea verde tratteggiata);
4. l'accettore produce fluorescenza (linea gialla continua).

È importante porre attenzione al fatto che l'energia emessa dal donatore sia minore di quella precedentemente assorbita (a causa dei fenomeni vibrazionali già descritti) e maggiore di quella che assorbirà l'accettore, che a sua volta potrà emettere ad una energia ancora minore. Le frecce verticali presenti in figura, infatti, sono più corte via via che ci si sposta a destra.

## Misure della FRET
Il fenomeno della FRET può essere osservato in due modalità differenti.
Un primo tipo di rilevazione possibile è quella della luce emessa alla λ massima di emissione dell'accettore. Come chiarito in seguito, l'intensità di tale luce dipende dall'efficienza del processo e, in particolare, dalla distanza tra le due molecole. Tale rilevazione viene spesso usata in studi “statici”, durante i quali la distanza tra le molecole in esame non si modifica: attraverso tale approccio, è possibile utilizzare la FRET come molecular ruler, una sorta di “righello molecolare”.
Un approccio messo a punto più recentemente, ma che sta raccogliendo sempre maggiore popolarità, è quello di ottenere informazioni rilevanti misurando l'emivita del fluorocromo donatore in presenza e in assenza dell'accettore. Viene utilizzato nei casi in cui la distanza tra le due molecole non è costante (ad esempio negli studi di ripiegamento proteico).

## L'efficienza della FRET
L'efficienza del processo dipende evidentemente dalla distanza tra i due fluorofori: la fluorescenza è tanto più evidente quanto più le molecole sono vicine. Le distanze tipiche di un processo di FRET sono dell'ordine delle decine di ångström.
L'efficienza (E) della FRET è definita come:
{\displaystyle E=1-{F'_{\rm {D}}}/{F_{\rm {D}}}}
F'D e FD rappresentano l'intensità della fluorescenza del donatore in presenza o in assenza di un accettore. Perché l'efficienza sia massima (pari a 1), occorre al limite che tutta l'energia emettibile dal donatore sia trasmessa per FRET all'accettore (che cioè F'D sia pari a zero). Perché ciò accada, occorre che le due molecole siano vicine: E dipende infatti dalla distanza tra donatore e accettore secondo la legge 
{\displaystyle E={\frac {1}{(1+(r/R_{0})^{6})}}}
La distanza tra le molecole è indicata con r. 
Con R0 si indica invece la distanza critica di Förster, un parametro legato alle particolari caratteristiche della coppia di molecole. R0 oscilla solitamente tra 2 e 6 nm, che è (fortunatamente) una distanza molto interessante per svolgere studi sulle macromolecole biologiche. È molto utile conoscere gli R0 delle coppie di molecole soprattutto per avere un criterio ben preciso per scegliere i due fluorofori migliori per il tipo di studio che si sta impostando. 
Nell'immagine riportata, si evidenzia la relazione che intercorre tra la distanza tra le molecole e l'efficienza della FRET. Si può notare dunque che la R0 è definita come la distanza alla quale la FRET ha una efficienza del 50%. La R0 può infatti essere calcolata attraverso la relazione: 
{\displaystyle {R_{0}}^{6}=8.8\times 10^{23}\;\kappa ^{2}\,n^{-4}\,Q_{0}\,J}
Con κ si indica il fattore di orientamento del dipolo (dipendente dalla libertà di rotazione delle molecole), con n l'indice di rifrazione della soluzione, con Q0 la quantità di fluorescenza che il donatore emette in assenza di accettore. J è infine il risultato del seguente integrale, in cui fD(λ) è la funzione dello spettro normalizzato di emissione del donatore ed εA(λ) il coefficiente di estinzione dell'accettore:
{\displaystyle J=\int f_{\rm {D}}(\lambda )\,\epsilon _{\rm {A}}(\lambda )\,\lambda ^{4}\,d\lambda }
Misurando l'efficienza della FRET, dunque, l'operatore è in grado di ricavare la distanza donatore-accettore.

## Applicazioni di base
Le applicazioni primarie della FRET consistono essenzialmente nell'utilizzo dei due fluorofori come etichette per l'individuazione e lo studio di due molecole di interesse che, ipoteticamente, si trovano in stretta vicinanza. L'idea di fondo consiste nell'eccitazione del donatore attraverso un'onda luminosa controllata dall'operatore, quindi nell'osservazione del campione ad una λ compatibile con l'emissione dell'accettore (solitamente alla λ relativa al suo picco di emissione). 
Tale analisi è possibile utilizzando specifici apparecchi per l'osservazione ottica, come ad esempio un microscopio laser confocale. Attraverso tale microscopio, infatti, è possibile eccitare (attraverso un laser) solo il donatore e individuare esattamente l'emissione dell'accettore, eliminando gran parte del rumore di fondo attraverso appositi filtri. L'analisi di un microscopio confocale, oltretutto, è real-time: ciò permette di servirsi di questi apparecchi anche per studi dinamici, che sfruttano anche i dati sull'emivita delle specie fluorescenti. 
Il principale limite del microscopio confocale nel suo uso in FRET consiste nel numero limitato di λ eccitabili, che restringe di fatto il numero di fluorofori utilizzabili. Un limite intrinseco della FRET, invece, consiste nella presenza di fenomeni di photobleaching (legato intrinsecamente all'eccitazione che l'operatore opera dall'esterno sul donatore) e di autofluorescenza (dovuto alla fluorescenza già presente, seppure in quantità molto basse, nel campione biologico preso in esame), non sempre eliminabili.

## Fluorofori utilizzati
I fluorofori più usati nella FRET sono quelli della famiglia della GFP (Green Fluorescent Protein). Si tratta di molecole proteiche molto più maneggevoli dei classici fluorofori organici (che presentano notevoli problemi di purificazione, modificazione chimica ed iniezioni intracellulari). La GFP (e le molecole da essa derivate, RFP che emette nel rosso, BFP e CFP nel blu, YFP nel giallo) può infatti essere fusa con la proteina da monitorare attraverso tecnologie di ingegneria genetica, rendendo il saggio molto più semplice da effettuare. La presenza di FP che emettono a diverse λ permette di usarle in coppia per svolgere la FRET (molto usate, in particolare, GFP in associazione con BFP).

## Applicazioni in biologia cellulare e molecolare

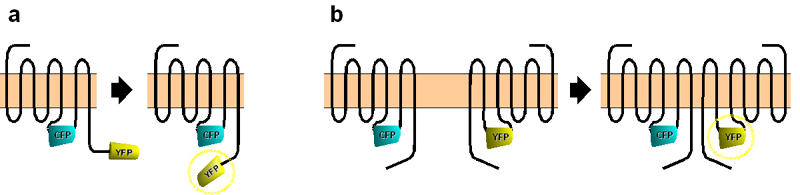
La FRET permette di monitorare le variazioni conformazionali all'interno della singola proteina (figura a) o le interazioni tra proteine diverse, ad esempio recettori di membrana (figura b)

La FRET è uno strumento utile nella quantificazione delle interazione tra macromolecole biologiche (proteina-proteina, proteina-acido nucleico, proteina-lipide). Per monitorare i cambiamenti conformazionali all'interno della macromolecola, ad esempio, è possibile marcarla in due siti differenti, lontani tra loro più di 10 nm: se la proteina cambia conformazione, avvicinando i due siti, la FRET può avere luogo ed è in grado di dare segnale. Se il cambiamento conformazionale è dovuto all'interazione con un ligando, è possibile, a monte, posizionare uno dei due fluorofori direttamente sul ligando. 
Nella sezione a della figura, è visibile un esempio di cambiamento conformazionale, che avvicina i due fluorofori. In questo caso, la FRET avviene e l'operatore individua un segnale eccitando il donatore e rilevando fluorescenza al picco dello spettro dell'accettore (YFP).
Nella sezione b della figura è rappresentato un approccio FRET per lo studio delle interazioni tra due proteine. La prima è associata a BFP (donatore), la seconda a YFP (accettore). Se le due proteine non sono tra loro associate, non è rilevabile alcun segnale FRET. Se le due proteine sono associate, invece, l'operatore individuerà un segnale FRET (al picco di emissione di YFP). 
La tecnica della FRET è oggi ampiamente utilizzata in biologia molecolare e cellulare, anche per saggi molto più complessi, che riguardano ricerche sull'attività delle proteasi, sulle alterazioni dei potenziali di membrana, sul metabolismo del calcio e sull'espressione genica delle cellule. Trova ampia applicazione anche nei frequentissimi saggi di Real time PCR.

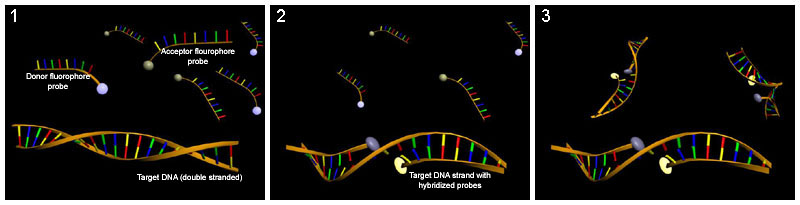
La FRET è uno strumento utile anche nella quantificazione delle interazioni tra macromolecole biologiche. Il concetto di FRET è infatti alla base di tecniche come la Real time PCR, in particolare in quelle che si servono di probes LightCycler, cui sono coniugate un donatore ed un accettore FRET. L'accettore emette fluorescenza solo se le due probes si appaiano vicine tra loro.

Una delle applicazioni più sorprendenti della FRET negli ultimi anni è stato lo sviluppo di nanosensori in grado di visualizzare la concentrazione di alcune biomolecole in vivo nelle cellule, tramite microscopia a fluorescenza . Questo ha permesso di visualizzare per la prima volta direttamente fenomeni quali il trasporto di membrana di alcuni ioni, carboidrati e amminoacidi. Il nanosensore è una lunga catena polipeptidica costituita da due proteine fluorescenti, come nei casi visti precedentemente, questa volta legate covalentemente ad un recettore per il metabolita che si desidera individuare. Dato che sono conosciuti numerosi recettori solubili batterici è possibile applicare la tecnica alle diverse sostanze riconosciute specificatamente da questi recettori. Tramite modificazioni mirate nella sequenza amminoacidica dei recettori è possibile inoltre modificare la specificità costruendo nuovi nanosensori.